# Amphilius lentiginosus
Amphilius lentiginosus är en fiskart som beskrevs av Trewavas, 1936. Amphilius lentiginosus ingår i släktet Amphilius och familjen Amphiliidae. IUCN kategoriserar arten globalt som otillräckligt studerad. Inga underarter finns listade i Catalogue of Life.